# Le Méridien
Le Méridien es una cadena de hoteles de lujo que pertenece a la cadena hotelera americana Starwood Hotels & Resorts Worldwide.
Le Méridien fue adquirida por Starwood Hotels & Resorts con sede en Estados Unidos. En 2005. Tras la adquisición de Starwood por Marriott International en 2015, ahora es propiedad de Marriott y, al 31 de diciembre de 2019, tiene una cartera de 110 hoteles abiertos con 29,201 habitaciones y una cartera de 33 hoteles con 8,043 habitaciones próximas.En el año 2023 tenía una cartera de 119 hoteles con 31,029 habitaciones abiertos.

## Historia

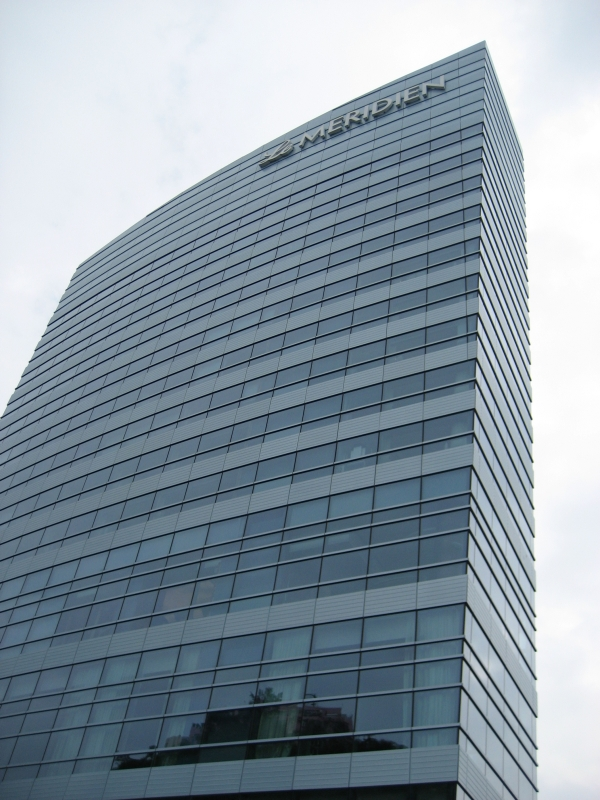
Le Meridien Cyberport en Hong Kong.

De origen francés, ya que fue creada en el año 1972 por la aerolínea Air France, la cadena Le Méridien ha ido cambiando de inversores a lo largo de su historia antes de que la marca fuera comprada el 24 de noviembre de 2005 por la Starwood Hotels & Resorts. 
El grupo tiene actualmente su sede en Londres, ofreciendo en sus hoteles dispersos por todo el mundo, un estilo hotelero a la europea con un acento francés, a la vez que se integra con la cultura local. La cadena está compuesta actualmente por más de 120 hoteles y resorts de lujo en el mundo entero. 
El primer hotel abierto por Le Méridien en 1972 fue el Le Méridien Étoile en París.